# Казарновский, Михаил Вениаминович
Михаил Вениаминович Казарновский (03.11.1926 — 19.04.1999) — российский учёный в области нейтронной физики, теории переноса частиц и излучения в веществе, теории атомного ядра и ядерных реакций, доктор физико-математических наук, профессор.

## Биография
Окончил Московский инженерно-физический институт (1945) (с 2009 года — Национальный исследовательский ядерный университет «МИФИ»). Работал в ФИАНе.
С 1971 года в Институте ядерных исследований АН СССР, зав. сектором теории переноса излучения и физики защиты.
Научные разработки:
- строгая теория нестационарной диффузии нейтронов;
- феноменологическая теория нейтрон-антинейтроных осцилляций в различных средах.

Предложил метод генерации интенсивных потоков нейтронов с максвелловским спектром с температурой 10-50 кэВ для прямого измерения сечений радиационного захвата нейтронов в s-процессах в звёздах.
Доктор физико-математических наук (тема диссертации «Теория термализации нейтронов от импульсного источника», профессор. Профессор кафедры фундаментальных взаимодействий и космологии МФТИ.

## Публикации
- Казарновский, Михаил Вениаминович. К теории переноса межядерного каскада в толстых защитных барьерах при наклонном падении первичного пучка : 1-. — Москва : [б. и.], 1976—1978. — 29 см. — (АН СССР. Институт ядерных исследований. Препринт).
- Нестационарное замедление нейтронов : основные закономерности и некоторые приложения / Исаков И. И., Казарновский М. В., Медведев Ю. А., Метёлкин Е. В.
- Теория диффузии тепловых нейтронов с учётом распределения скоростей / М. В. Казарновский, Ф. Л. Шапиро. — Москва : [б. и.], 1960. — 16 с.; 19 см.
- К теории переноса нуклонного каскада в веществе / М. В. Казарновский, Э. Я. Парьев. — Москва : [б. и.], 1976. — 17 с.; 29 см. — (Препринт. АН СССР. Ин-т ядерных исследований; П-0040).
- Термализация и диффузия нейтронов в тяжёлых средах / М. В. Казарновский, А. В. Степанов, Ф. Л. Шапиро. — [Женева] : [б. и.], [1958]. — 25 с.; 28 см. — (Вторая Международная конференция Организации объединённых наций по применению атомной энергии в мирных целях/ USSR; A/Conf/15/P/2148).